# Aksel Jørgensen, en portrætskitse
Aksel Jørgensen, en portrætskitse er en dokumentarfilm instrueret af Richard Winther efter eget manuskript.

## Handling
Billed- og lydoptagelser af maleren, professor Aksel Jørgensen ved arbejdet i atelieret på Kunstakademiet og i hjemmet i Lyngby, der viser ham som udøvende kunstner og som lærer.